# Рапото IV фон Хам
Рапото IV фон Хам (Rapoto IV von Cham; погиб 15 октября 1080) — граф Хама с 1059, фогт монастыря Св. Эммерама.
Родился 1035/1040. Представитель рода Дипольдингов-Рапотонидов. Сын Дипольда I фон Фобурга (ум. 1060), брат Дипольда II (ум. 1078), маркграфа в Нордгау.
Между 1060 и 1065 гг. передал храм в Эрнстбрунне епископу Пассау Эгильберту (1045-1065).
Убит 15 октября 1080 года в битве при Гогенмёльзене, в которой воевал на стороне императора Генриха IV.
Первая жена (свадьба не позднее 1060) — Матильда, согласно Вегенеру — Матильда фон Ламбах, дочь графа Арнольда II фон Ламбаха и его жены Регилинды. От неё трое детей:
- Ульрих (ум. 1099), граф Финнингена и Пассау
- Рапото V (ум. 1099), пфальцграф Баварии, граф Хама.
- Матильда фон Хам, жена графа Ульриха III фон Рательберг-Виндберг.

Вторая жена — имя и происхождение не выяснены. Согласно Вегенеру — дочь Германа I, графа фон Кастл, и Хацики фон Диссен. От неё сын:
- Герман фон Хам (фон Фобург) (ум. 18 марта 1133), епископ Аугсбурга с 1096.